# Anoja
Anoja (gr. Ανώγεια) – miejscowość w Grecji, na Krecie, w administracji zdecentralizowanej Kreta, w regionie Kreta, w jednostce regionalnej Retimno. Siedziba gminy Anoja, którą tworzy wraz z miejscowością Sisarcha. W 2011 roku liczyła 2319 mieszkańców.